# Armorial des localités de Hongrie/Z-Zs
Cette page donne les armoiries des localités de Hongrie, commençant par les lettres Z et Zs.

## Za-Zá

Zádor
Zádorfalva
Zagyvarékas
Zagyvaszántó
Záhony
Zajk
Zajta
Zákány
Zákányfalu
Zákányszék
Zala
Zalaapáti
Zalabaksa
Zalabér
Zalaboldogfa
Zalaegerszeg
Zalaerdőd
Zalahaláp
Zalaháshágy
Zalaistvánd
Zalakaros
Zalakomár
Zalalövő
Zalameggyes
Zalamerenye
Zalaszántó
Zalaszegvár
Zalaszentbalázs
Zalaszentgrót
Zalaszentgyörgy
Zalaszentjakab
Zalaszombatfa
Zalatárnok
Zalaújlak
Zalavár
Zalavég
Zamárdi
Zámoly
Zánka
Závod

## Ze

Zebecke
Zebegény
Zengővárkony

## Zi

Zichyújfalu
Ziliz
Zimány
Zirc

## Zo-Zó

Zók
Zomba

## Zs

Zsadány
Zsáka
Zsámbok
Zsana
Zsarolyán
Zsédeny
Zselickisfalud
Zsennye
Zsira
Zsombó
Zsurk